# ليتل غيددينغ (كامبريدجشير)
ليتل غيددينغ (بالإنجليزية: Little Gidding)‏ هي قرية وأبرشية مدنية تقع في المملكة المتحدة في إنجلترا. يقدر عدد سكانها بـ 362 نسمة .